# Juan Luis Mendiaraz
Juan Luis Mendiaraz (Urretxu, Guipúscoa, 1958) és un director de teatre i de cinema basc. Va estudiar cinematografia a Barcelona i s'inicià com a actor de teatre als grups Antzerti i Bederen 1. Com a director de cinema només ha fet dos curtmetratges, Petit Casino (1986) i Kilómetro cero: la partida (1989), que fou nominat al Goya al millor curtmetratge de ficció en els IV Premis Goya. Pel que fa al cinema, posteriorment ha treballat com a actor amb petits papers a A los cuatro vientos (1987) i a les sèries de televisió La forja de un rebelde (de TVE, 1990) i Balbemendi (d'ETB, 2006), i com a productor a El encargo del cazador (1990). Tanmateix, des d'aleshores s'ha dedicat al teatre.